# 白色申告
白色申告（しろいろしんこく）とは、税制上のメリットが少ない代わりに、比較的に簡易な方法で帳簿を記載しその記帳に基づき所得税又は法人税を計算して申告することである。
青色申告以外の確定申告の方法であり、個人事業主や法人に限らず、会社員や年金受給者、譲渡所得者などの納税者も対象に含まれる。

## 個人の白色申告

### 所得税法上の論理構成
所得税法上は原則的な申告方法である（推奨されているという意味では無く、税法の論理構成上の原則という意味である）。特例の方法である青色申告における「青色申告書」のような「白色申告書」は存在せず、所得税法上「青色申告書以外の申告書」と呼ばれ、特段申告の方法が変わるわけではない。所得税法上、白色申告という記述は無いが、タックスアンサーなどの資料では白色申告は用語となっている。国税庁は白色申告よりも青色申告の普及を進めている。

### 納税額の増加
白色申告では、税法上認められた青色申告特有の各種特典が無いか、縮小される。収支計算を行い、所得を算出して確定申告を行う点は青色申告となんら変わりがないが、申告書に添付する必要のある書類の種類などにおいて相違が見られる。一般に白色申告による申告は、青色申告に適用される租税特別措置法が適用されない為、青色申告による申告より税額が大きくなる。

### 収支内訳書
不動産所得、事業所得、山林所得、2022年分以後の業務に係る雑所得（2年前の収入金額が1,000万円超の場合）がある場合には、所得税の確定申告の際青色申告の損益計算書に相当する物として、収支内訳書を提出する必要がある。国税庁が書式を公開している。

### 簿記
2014年1月以後は、個人で事業や不動産貸付等を行う全ての者は、白色申告であっても所得金額にかかわらず、記帳と帳簿・書類の保存が必要になった。帳簿の保存は原則7年間求められ、領収書などは5年間保存する必要がある。
複式簿記など一定水準の記帳をする必要はないが、記帳に当たっては、日々の合計金額をまとめて記載するなど簡易な方法でよい。青色申告特別控除が10万円で良ければ、青色申告でも簡易簿記が認められるので、2014年の白色申告の記帳義務化により、白色申告のメリットは小さくなっているが、白色申告は1日の合計金額にまとめて記載することすら許されているので、比較的に簡易な帳簿である。但し、青色申告の複式簿記でも、原則は1件ずつ記載する方法だが、同じ仕訳は1日分をまとめて記載しても構わない。白色申告でも損益計算書に相当する収支内訳書を作成する必要があり、そのためには仕訳に相当する作業が必要で、青色申告の複式簿記の複雑さが白色申告であってもあまり軽減されない。手作業だと大変だが、会計ソフトを適切に使うと複式簿記も白色申告も記帳の手間に大きな差がなくなり、人為的なミスによる帳簿等の不備も防ぐことが出来る。
白色申告の帳簿の付け方は、国税庁の『帳簿の記帳のしかた』に解説があり、『帳簿の様式例』として配布している。
一方の業務に係る雑所得は、2年前の収入金額（売上）が1,000万円以下なら帳簿不要（同300万円超なら、現金預金取引等関係書類の保存が必要）で、収入金額（売上）と所得（利益）だけを申告すれば良いので簡単である。2年前の課税売上が1,000万円を超える場合や適格請求書発行事業者の場合などは消費税の申告も必要になり、確定申告が複雑になり、どの所得区分であれしっかりとした簿記が必要となる。
| 所得区分                                                          | 簿記                                                                 | 提出すべき損益計算書等                    |
| ----------------------------------------------------------------- | -------------------------------------------------------------------- | ----------------------------------------- |
| 事業所得等の白色申告                                              | 簡易な方法による記帳                                                 | 収支内訳書                                |
| 業務に係る雑所得で 2年前の収入金額（売上）が1,000万円以下         | 不要 （消費税の課税事業者： 同法に定める帳簿及び請求書等の保存義務） | 収入金額（売上）と 所得（利益）のみを申告 |
| 業務に係る雑所得で 2年前の収入金額（売上）が1,000万円超           | 不要 （消費税の課税事業者： 同法に定める帳簿及び請求書等の保存義務） | 収支内訳書                                |
| 事業所得等の青色申告で 青色申告特別控除10万円                     | 簡易簿記                                                             | 損益計算書 （青色申告決算書）             |
| 不動産所得・事業所得の青色申告で 青色申告特別控除55万円又は65万円 | 複式簿記                                                             | 損益計算書・貸借対照表 （青色申告決算書） |

## 法人の白色申告
法人税の確定申告でも白色申告が可能である。単式簿記による記帳が認められるが、貸借対照表と損益計算書等を申告書に添付しなければならない。
青色申告の普及活動などにより青色申告する割合が増加し、2007年現在、稼働中の法人の98%が青色申告を行っており、白色申告をしている法人は少ない。

## 推計課税
税務調査を受けた際、青色申告をしている納税者に税務署は推計課税を行えないが、白色申告を行う納税者の帳簿等が不備の場合には、必要に応じて税務署が所得を推計し課税を行える。